# 阮文全
阮文全（1932年10月6日—2005年10月19日），是一位越南共和國陸軍（南越陸軍）的中將。1975年被任命爲第三軍軍長，4月29日西貢陷落前夕逃離越南，後定居美國加利福尼亞州。1986年11月任南越前軍人海外總協會指導委員會第二副主席。因爲貪污腐敗而聞名，被稱爲“肉桂相公”。

## 生平
1932年10月6日阮文全出生於越南中部承天富榮的一個富裕家庭。在他年輕時，他是順化啟定國學學校的學生。
阮文全於1952年在大叻軍事學校畢業，並成為一個裝甲隊軍官。

## 軍事簡歷
- 軍校生，大叻軍事學校第3-5班。
- 中尉，裝甲排排長。
- 中尉，裝甲連副連長
- 上尉，裝甲營副營長、營長。
- 少校，裝甲學校的所長。
- 中校，第5裝甲中隊。
- 上校，第1師副師長。
- 准將，第2師師長。
- 少將，裝甲隊指揮官。
- 第2軍軍長。
- 裝甲隊指揮官。
- 中將，第3軍軍長。

## 外部連結
- Lieutenant General Nguyễn Văn Toàn's military resume （页面存档备份，存于）